# S&W M686
S&W M686は、アメリカの銃器メーカーS&W社が1980年に開発した回転式拳銃である。
材質をスチールとしたモデルもあり、そちらはM586の製品名が与えられている。

## 特徴

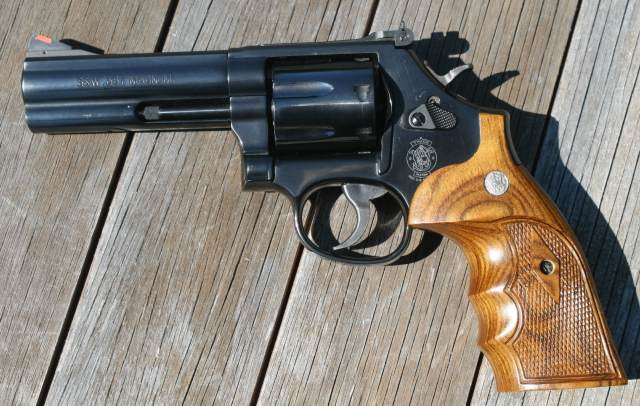
S&W M586-7（4インチモデル）
2006年に限定発売された7発装弾モデル

S&W社の拳銃としてモデル名の先頭に「6」のナンバーが与えられていることから判るようにステンレス製で、1998年以降はスチールモデルのM586は限定的にしか生産されていないため、2000年代以降、このシリーズはM686の方が一般的なモデルとなっている。
M686およびM586はDistinguished Combat Magnumという愛称を付けられているが、この名称はあまり有名ではない。
外見に関しては、M19の競合製品であったコルト・パイソンによく似たエジェクターロッドハウジングを持ち、全体的にはM19よりもパイソンに近いフルラグバレルが特徴的なデザインとなっている。又、連射しても指への負担が少ないチェッカリングのない幅の狭いトリガーや、カウンターボアードではなくフラットな形状とする事でメンテナンスを容易化したシリンダーの後端、手へのフィット感、反動の軽減効果の高いラバーグリップ(M586は木製グリップ)等、全体的な完成度はパイソンよりも高いと言える。

## バリエーション

### M581/M681
照星、照門は共に引っかかる部分が少ない抜き撃ちに適したデザインで、照星は斜体形状のランプタイプ、照門はフレームトップの溝がそのままサイトとなる一体型の固定式とした安価なモデルで、素材はM581がスチールモデルおよびM681がステンレスモデルである。

### M686 プラス
1996年以降の製品の一つで、シリンダーに強化ステンレスを使用することによってシリンダー自体を肉薄にし、M686の装弾数を7発に増やした通称「マグナム・プラス」。シリンダーの回転度数が60°から51.43°と少なくなったことにより、理論上はトリガープルが向上している。また、ラウンドバットのブラックもしくはシルバーの.357カスタムウッドグリップ、耐久性に長けたノンフルーテッドシリンダーを特徴とする3-5-7マグナムシリーズも登場している。

### M686 デラックス
スクエアバットのテクスチャーウッドグリップを備えたクラシカルな外観のモデルで、装弾数7発のプラスモデルも存在する。

### PC M686
カスタム部門であるパフォーマンスセンターより発表されたモデルで、同名の2つのモデルが存在し、SKUが170346のモデルは黒いランプタイプフロントサイトや2.5インチのプレシジョンクラウンバレルを備え、シリンダーはムーンクリップを使用するためのカットが入れられたノンフルーテッドシリンダー、グリップは木製となっている。SKUが11759のモデルはバレルトップにベンチレーテッドリブを備え、シリンダーは同じくノンフルーテッドシリンダー、フロントサイトは視認性の高いオレンジカラーのパートリッジタイプとなっており、サムピースを押し下げるだけでシリンダーが自動でリリースされるスピードリリースサムピースが搭載されている。SKU 11759のPC M686のみプラスモデルが存在し、装弾数や銃身長はM686ではそれぞれ6発、4インチ、M686 プラスでは7発、5インチとなっている。

### PC プロシリーズ M686 プラス
パフォーマンスセンターのプロシリーズより発売されたモデルで、5インチのクラウンバレル、パートリッジタイプフロントサイト、ムーンクリップを使用するため、カットが設けられたシリンダーなどを備えている。

### PC プロシリーズ M686 SSR
同じくプロシリーズより発売され、4インチのクラウンバレル、ホールド性の高いエルゴノミックウッドグリップを備えたモデルである。

### PC M686 コンペティター6 ウェイティッドバレル
微調整の容易なアジャスタブル・リアサイトやパートリッジダブテイル・フロントサイトに加え、バレル下部に最大5つまで装着できる筒型のインナーウェイトによって重量を調節可能なマウントレール付きの、6インチブルバレルなどによる射撃競技用モデルである。
M686/586ともに、銃身長や仕様によるバリエーションのほか、製造時期によって仕様が異なっており、それらは「M@86-*」のように、ダッシュの後のナンバーで分類されている。

## 開発
M19は、.357マグナム弾を使用する拳銃でありながら、Kフレームの採用によりサイズがNフレームより小さく軽量であるため、携行性に優れていた。しかし、Kフレームは元々は.38スペシャル弾用のフレームであるために耐久性に問題があり、.357マグナム弾を多用すると歪みや破損などを起こすことがあった。
M27/M28のようにNフレームを採用したモデルならば耐久性に問題はなかったが、Nフレームはマグナム弾で壊れないことを重視したこともあってサイズが大型であり、しかも重く、携行性が良いとは言えなかった。
そこでS&W社は、Kフレームより大きく、かつNフレームより小さいLフレームを新規開発した。このLフレームを採用したことによって、携行性と耐久性を両立したのがM686、およびM586である。

## 登場作品

### 映画・テレビドラマ
『CSI:科学捜査班』
第12シーズン「殺人兵器」に登場。隠し部屋の壁に掛けてある。
『あぶない刑事』
タカこと鷹山刑事が4インチ銃身のM586（デイビスグリップ仕様）を使用する。また、『まだまだあぶない刑事』ではユージこと大下勇次が、3インチの特殊モデルであるキャリーコンプモデルに酷似した外観を持つカスタムモデル「ユージカスタム」を使用する。『あぶない刑事リターンズ』『あぶない刑事フォーエヴァー THE MOVIE』では町田透がM586のノーマルタイプの4インチモデルを使用する。
『ガンヘッド』
主人公のブルックリンが6インチ銃身のM586（デイビスグリップ仕様）を使用。プロップ制作は戸井田工業。
『太陽にほえろ!』
ラガーこと竹本刑事がM586の4インチモデルを使用。
『ベイシティ刑事』
山崎班長が6インチモデルを使用。
『リーサル・ウェポン2/炎の約束』
LAPDのエディ・エスタバンが使用。
『アウトバーンコップ』
第9シーズン第1話で登場。トム・クラニッヒが自前の武器として使用していた。

### 漫画・アニメ
『オッドタクシー』
ドブがM586を所持していたが、後にそれを田中が使用することになる。
『吸血鬼すぐ死ぬ』
ロナルドが使用。弾丸には吸血鬼専用の麻酔弾を用いている。
『GUNSLINGER GIRL』
アニメ第2期第10話でユーロポール時代のヒルシャーがM586を使用。
『ゴルゴ13』
『ルパン三世 1$マネーウォーズ』
次元大介が紛失してしまったS&W M19の代わりに使用したと言われているが、これはエジェクターロッドハウジングの長さからの誤認であり、バレル上部のベンチレーテッドリブが確認できることからスモルト（スマイソン）の可能性もあったが、実際には購入のシーンでシリンダーラッチの形状が確認できるので、コルト・パイソンを使用していることがわかる。